# Eidmanniella
Eidmanniella är ett släkte av insekter som beskrevs av Kéler 1938. Eidmanniella ingår i familjen spolätare.
Släktet innehåller bara arten Eidmanniella pellucida.